# Gunung Muda Raya
Gunung Muda Raya är ett berg i Indonesien.   Det ligger i provinsen Aceh, i den västra delen av landet, 1 700 km nordväst om huvudstaden Jakarta. Toppen på Gunung Muda Raya är 81 meter över havet.
Terrängen runt Gunung Muda Raya är kuperad norrut, men söderut är den platt.Runt Gunung Muda Raya är det ganska glesbefolkat, med 22 invånare per kvadratkilometer. I omgivningarna runt Gunung Muda Raya växer i huvudsak städsegrön lövskog.